# 有声喉頭蓋摩擦音
有声喉頭蓋摩擦音（ゆうせい こうとうがい まさつおん）とは子音の類型の一つ。喉頭蓋と咽頭壁下部を近づけてできる隙間による摩擦音。声帯の振動を伴う。国際音声記号で[ʢ]と記述される。

## 特徴
- 気流の起こし手 - 肺臓気流機構によって生じる呼気。
- 発声 - 声帯の振動を伴う有声音。
- 調音
  - 調音位置 - 喉頭蓋と咽頭壁下部による喉頭蓋音。
  - 調音方法
    - 口腔内の気流 - 区別なし。
    - 調音器官の接近度 - 隙間を作って空気が通りにくくし、そこに気流を通すことで生じる摩擦音。
    - 口蓋帆の位置 - 口蓋帆を持ち上げて鼻腔への通路を塞いだ口音。

## 言語例
- アラビア語の方言